# Poľanovce
Poľanovce es un municipio del distrito de Levoča en la región de Prešov, Eslovaquia, con una población estimada a final del año 2024 de 160 habitantes.
Se encuentra ubicado al suroeste de la región, cerca del río Hernád (cuenca hidrográfica del río Tisza) y de la frontera con la región de Košice.

## Demografía
| Año        | 1994 | 2004     | 2014    | 2024    |
| ---------- | ---- | -------- | ------- | ------- |
| Población  | 307  | 175      | 172     | 160     |
| Diferencia |      | −42,99 % | −1,71 % | −6,97 % |

| Año        | 2023 | 2024 |
| ---------- | ---- | ---- |
| Población  | 160  | 160  |
| Diferencia |      | +0 % |